# Gloppen
Gloppen ist eine Kommune mit dem Hauptort Sandane in der norwegischen Provinz Vestland. Sie hat 5936 Einwohner (Stand: 1. Januar 2025).

## Geographie
Gloppen liegt in der norwegischen Landschaft Nordfjord. Sie grenzt im Norden an Stad (jenseits des Fjordes), im Osten an Stryn, im Süden an Sunnfjord und im Westen an Kinn und Bremanger.
Die Kommune Gloppen umschließt vollständig die vom Nordfjord abzweigenden Fjordarme Hye- und Gloppenfjord. Besonders zu erwähnen ist die Landzunge Anda, die den Gloppenfjord vom Nordfjord trennt. Auf dieser Landzunge befindet sich unter anderem der Flughafen Sandane und der Ort Vereide mit einer sehr alten Kirche in Fjordnähe.
Das Terrain von Gloppen ist größtenteils bergig mit nur eher kleineren zusammenhängenden Gegenden, die tiefer liegen. Höchste Erhebung ist der Snønipa an der Grenze zur Gemeinde Sunnfjord mit einer Höhe von 1826,8 moh. In der Kommune liegen drei größere Gletscher, der Myklebustbreen, der Ålfotbreen und der Gjegnalundsbreen. Das Klima ist von der Küstenlage Gloppens geprägt. Der Fluss Gloppenelva, der eine beträchtliche Lachspopulation hat, führt durch die Kommune vom See Breimsvatnet in den Nordfjord.
Die Einwohner der Kommune leben vor allem in der Gegend um den Verwaltungssitz Sandane und im Talbereich rund um den Breimsvatnet. Sie Einwohnerzahl der Kommune ist seit den 1980er-Jahren rückläufig. Die Einwohner Gloppens werden Gloppar oder Glopper genannt. Offizielle Sprachform ist wie im Großteil der Provinz Vestland die Schriftsprache Nynorsk.
Die Kommune ist durch die Europastraße 39 an Førde angebunden und über den Riksvei 615 an die ehemalige Kommune Flora. Der durch Gloppen führende Riksvei 60 bilden den Verkehrsweg nach Stryn. Eine Fähre führt über den Nordfjord nach Nordfjordeid und nach Volda.

## Geschichte
Die jetzigen Grenzen der Kommunen entstanden im Jahr 1992 als Hennebygda in die Nachbargemeinde Eid überführt wurde. Davor war 1965 Hoplandsgrenda an Stryn übergegangen. Beide Orte lagen nördlich des Nordfjords. Bei einer Reform im Jahr 1964 wurde der Großteil der ehemaligen Kommune Breim Teil von Gloppen.
Bis zur landesweiten Regionalreform gehörte die Kommune Gloppen zum ehemaligen Fylke Sogn og Fjordane. Diese ging zum 1. Januar 2020 in die neu geschaffene Provinz Vestland über.

## Wirtschaft
Für die Landwirtschaft der Kommune spielt die Tierhaltung eine wichtige Rolle, es werden unter anderem Schafe und Rinder gehalten. Zudem wird Obst- und Beerenanbau betrieben. Die industrielle Produktion konzentriert sich auf die Ortschaften Sandane und Hyen mit einer Möbel-, Fenster- und Glasfabrik. In Hyen wird außerdem Lachszucht betrieben.
In Gloppen befinden sich 24 Kraftwerke. Im Jahr 2016 hatten sie eine durchschnittliche Jahresproduktion von 409 Gigawattstunden.

## Kultur
In Sandane liegt das Nordfjord Folkemuseum, ein Freilichtmuseum mit Gebäuden aus dem 18. und 19. Jahrhundert. Im Nordwesten von Sandane liegt die Kirche von Vereide, die wahrscheinlich im 12. Jahrhundert erbaut wurde. Dort befindet sich auch das Gräberfeld von Vereide. In Hauge wurde das vermutlich größte Hügelgrab des Landesteils Vestlandet gefunden.

## Wappen
Das seit 1986 offizielle Wappen der Kommune zeigt ein silbernes Pferd auf blauem Hintergrund. Es stellt das für Gloppen traditionsreiche Fjordpferd da, das früher für die Feldarbeit verwendet wurde. Der Gang des Pferdes stimmt nicht mit dem tatsächlichen Gang dieser Pferderasse überein, es musste allerdings aufgrund heraldischer Regeln so gezeichnet werden.

## Persönlichkeiten
- Even Hole (* 1957), Skirennläufer
- Roger Aa Djupvik (* 1981), Skilangläufer
- Thomas Mardal (* 1997), Hammerwerfer